# Кейзер, Даниил Фёдорович
Дании́л Фёдорович Ке́йзер (1798 [или 1793] — 12 [24] февраля 1858; село Селец, Рославльский уезд, Смоленская губерния, Российская империя) — декабрист, священник Черниговского пехотного полка, участник его восстания в 1825 году. Единственный священнослужитель, проходивший по делу декабристов.

## Биография
Д. Ф. Кейзер родился в 1798 году (по другим сведениям в 1793). Происходил из небогатого дворянского рода Киевской губернии. Обучался в Киевской духовной академии до философского класса. Прошёл курсы географии, поэзии, арифметики, истории, риторики, философии и физики. Владел латынью, греческим и немецким языками.
В июле 1821 года Д. Ф. Кейзер был рукоположен митрополитом Киевским и Галицким Серапионом в диаконы Николаевской церкви села Макеевка, а 22 января 1822 года — в сан священника села Балаклея Киевской губернии. 22 октября 1825 года «по желанию его и решительной на то резолюции начальства» Д. Ф. Кейзера определили священником Черниговского пехотного полка.
Во время восстания Черниговского полка полковник С. И. Муравьёв-Апостол, находясь в Василькове, утром 31 декабря построил полк на площади и, чтобы воодушевить солдат перед выступлением, велел Д. Ф. Кейзеру зачитать составленный мятежными офицерами «Православный катехизис», содержащий библейское обоснование идеи вооружённого восстания против самодержавия (участник восстания И. И. Горбачевский в своих записках называл его «Политическим
катехизисом»). После того как Д. Ф. Кейзер зачитал катехизис С. И. Муравьёв велел следовать ему с полком, но Д. Ф. Кейзер, под предлогом просьбы приготовить к выступлению его семейство, попросил отсрочки. С. И. Муравьёв разрешил ему догнать полк в местечке Бышев, однако Д. Ф. Кейзер остался в Василькове.
3 января 1826 года у села Устимовка Черниговский полк был разбит правительственными войсками, а 8 января был поднят вопрос о «поведении» Д. Ф. Кейзера во время восстания. Ему вменялось то, что он, согласно рапорту батальонного командира Черниговского полка майора С. С. Трухина, — «перед возмущением полка, ослушавшись полкового командира подполковника Гебеля, по требованию его не явился; когда же прибыл Муравьёв с бунтующими ротами, то к сему последнему явился». В конце января Д. Ф. Кейзер был отправлен к викарию Киевской епархии Афанасию для содержания в одном из киевских монастырей «под строжайшим присмотром». Его дело было представлено командиру 3-го пехотного корпуса генерал-лейтенанту Л. О. Роту, который передал следственные документы начальнику Главного штаба генерал-адъютанту И. И. Дибичу. 27 февраля дело Д. Ф. Кейзера было передано обер-прокурору Синода П. С. Мещерскому. Постановлением Синода он был лишён сана священника и исключён из духовного ведомства, а 10 августа было высочайше повелено лишить его дворянства. Военный суд постановил отправить Д. Ф. Кейзера на службу в качестве простого солдата, но Николай I распорядился определить бывшего священника в рабочие арестантские роты Бобруйской крепости. Вскоре по состоянию здоровья его перевели в Смоленск в богоугодное заведение Инженерного ведомства, а после на поселение в село Селец Рославльского уезда Смоленской губернии. В 1852 году у Д. Ф. Кейзера случился инсульт, в результате которого у него была парализована левая часть тела.
В 1855 году Александр II при своём вступлении на престол даровал оставшимся живым декабристам помилование, однако Д. Ф. Кейзер не был включён в именные списки 3-е отделения «политических преступников», помилованных по случаю коронации, и это его не коснулось. Последний 31 июля 1856 года подал императору Александру II прошение о восстановлении его в священническом сане и предоставлении денежного пособия. Оно было передано в Аудиториатский департамент Военного министерства, который запросил данные о бывшем священнике у смоленского военного губернатора Н. А. Ахвердова. Рославльский уездный предводитель дворянства 17 января 1858 года дал положительную характеристику относительно его «поведения» и эти сведения были переданы в Военное министерство.
Главноуправляющий 3-м отделением князь В. А. Долгоруков счёл, что Д. Ф. Кейзера следует причислить к лицам, которым в 1856 году были дарованы «высочайшие милости», ввиду чего ему могут быть возвращено дворянство и назначено ежегодное пособие в размере, установленном для помилованных декабристов, возвращённых из Сибири. При этом возвращение Д. Ф. Кейзеру священнического сана главноуправляющий счёл невозможным, так как «лицам, помилованным в день коронования, дарованы только прежние права по происхождению, но не возвращены чины и другие звания». Доклад военного министра о восстановлении Д. Ф. Кейзера в правах был утверждён Александром II в июле 1858 года, уже после смерти бывшего декабриста.
Д. Ф. Кейзер умер 12 февраля 1858 года в селе Селец Рославльского уезда Смоленской губернии. Похоронен 14 февраля на Селецком сельском кладбище.